# Codreni, Călărași
Codreni este un sat în comuna Gurbănești din județul Călărași, Muntenia, România. Acesta a fost depopulat după 1985, când s-a construit barajul Gurbănești pe râul Mostiștea.